# 500 Miglia di Indianapolis 1956
La 500 Miglia di Indianapolis 1956 fu la terza gara della stagione 1956 del Campionato mondiale di Formula 1, disputata il 30 maggio all'Indianapolis Motor Speedway. La manifestazione vide la vittoria di Pat Flaherty su Watson-Offenhauser, seguito da Sam Hanks su Kurtis Kraft-Offenhauser e da Don Freeland, su Phillips-Offenhauser.

## Risultati

### Qualifiche
| Pos                     | N° | Pilota            | Auto                           | Sponsor/Nome Auto        | Tempo (su 4 giri) |
| ----------------------- | -- | ----------------- | ------------------------------ | ------------------------ | ----------------- |
| 1                       | 8  | Pat Flaherty      | Watson-Offenhauser             | John Zink                | 4:07.260          |
| 2                       | 24 | Jim Rathmann      | Kurtis Kraft 500C-Offenhauser  | Hopkins                  | 4:08.070          |
| 3                       | 7  | Pat O'Connor      | Kurtis Kraft 500D-Offenhauser  | Ansted Rotary            | 4:08.310          |
| 4                       | 73 | Dick Rathmann     | Kurtis Kraft 500C-Offenhauser  | McNamara                 | 4:08.720          |
| 5                       | 99 | Tony Bettenhausen | Kurtis Kraft 500C-Offenhauser  | Belanger                 | 4:08.960          |
| 6                       | 98 | Johnnie Parsons   | Kuzma-Offenhauser              | Agajanian                | 4:09.750          |
| 7                       | 42 | Fred Agabashian   | Kurtis Kraft 500C-Offenhauser  | Federal Engineering      | 4:09.880          |
| 8                       | 29 | Paul Russo        | Kurtis Kraft-Novi              | Novi Vespa               | 4:10.790          |
| 9                       | 5  | Andy Linden       | Kurtis Kraft 500C-Offenhauser  | Chapman                  | 4:11.650          |
| 10                      | 1  | Bob Sweikert      | Kuzma-Offenhauser              | D-A Lubricants           | 4:11.690          |
| 11                      | 53 | Troy Ruttman      | Kurtis Kraft 500C-Offenhauser  | John Zink                | 4:12.660          |
| 12                      | 15 | Johnny Boyd       | Kurtis Kraft 500E-Offenhauser  | Bowes Seal Fast          | 4:12.920          |
| 13                      | 4  | Sam Hanks         | Kurtis Kraft 500C-Offenhauser  | Jones & Maley            | 4:13.430          |
| 14                      | 10 | Ed Elisian        | Kurtis Kraft 500C-Offenhauser  | Hoyt Machine             | 4:14.630          |
| 15                      | 19 | Rodger Ward       | Kurtis Kraft 500C-Offenhauser  | Filter Queen             | 4:15.010          |
| 16                      | 48 | Jimmy Daywalt     | Kurtis Kraft 500D-Offenhauser  | Sumar                    | 4:15.360          |
| 17                      | 49 | Ray Crawford      | Kurtis Kraft 500B-Offenhauser  | Crawford                 | 4:15.530          |
| 18                      | 88 | Johnny Thomson    | Kuzma-Offenhauser              | Peter Schmidt            | 4:07.340          |
| 19                      | 2  | Jimmy Bryan       | Kuzma-Offenhauser              | Dean Van Lines           | 4:10.450          |
| 20                      | 89 | Keith Andrews     | Kurtis Kraft 500B-Offenhauser  | Dunn Engineering         | 4:11.790          |
| 21                      | 26 | Jimmy Reece       | Lesovsky-Offenhauser           | Massaglia Hotel          | 4:11.950          |
| 22                      | 82 | Gene Hartley      | Kuzma-Offenhauser              | Central Excavating       | 4:12.020          |
| 23                      | 14 | Bob Veith         | Kurtis Kraft 500C-Offenhauser  | Federal Engineering      | 4:12.570          |
| 24                      | 54 | Jack Turner       | Kurtis Kraft 500B-Offenhauser  | Travelon Trailer         | 4:12.820          |
| 25                      | 57 | Bob Christie      | Kurtis Kraft 500D-Offenhauser  | Helse                    | 4:13.100          |
| 26                      | 16 | Don Freeland      | Phillips-Offenhauser           | Bob Estes                | 4:14.060          |
| 27                      | 12 | Al Herman         | Kurtis Kraft 500B-Offenhauser  | Bardahl Clancy           | 4:14.220          |
| 28                      | 55 | Al Keller         | Kurtis Kraft-Offenhauser       | Traylor                  | 4:14.970          |
| 29                      | 41 | Billy Garrett     | Kuzma-Offenhauser              | Greenman-Casale          | 4:16.120          |
| 30                      | 27 | Cliff Griffith    | Stevens-Offenhauser            | Jim Robbins              | 4:14.470          |
| 31                      | 34 | Johnnie Tolan     | Kurtis Kraft 500C-Offenhauser  | Trio Brass               | 4:17.030          |
| 32                      | 81 | Eddie Johnson     | Kuzma-Offenhauser              | Central Excavating       | 4:18.820          |
| 33                      | 64 | Duke Dinsmore     | Kurtis Kraft 500A-Offenhauser  | Shannon Bros.            | 4:20.060          |
| Vetture non qualificate |    |                   |                                |                          |                   |
| NQ                      | 58 | Eddie Sachs       | Schroeder-Offenhauser          | Ray Brady                |                   |
| NQ                      | 3  | Marshall Teague   | Kuzma-Offenhauser              | Dean Van Lines           |                   |
| NQ                      | 9  | Nino Farina       | Ferrari Bardahl Special        | Ferrari Bardahl          |                   |
| NQ                      | 22 | Dempsey Wilson    | Kurtis Kraft-Offenhauser       | Martin Brothers          |                   |
| NQ                      | 25 | Tony Bonadies     | Kurtis Kraft 3000D-Offenhauser | Donaldson                |                   |
| NQ                      | 31 | Jimmy Davies      | Kurtis Kraft 500F-Novi         | Novi Air Conditioning    |                   |
| NQ                      | 33 | Eddie Russo       | Epperly-Offenhauser            | Belond Miracle Power     |                   |
| NQ                      | 35 | Johnny Kay        | Kurtis Kraft 4000D-Offenhauser | Peter Wales              |                   |
| NQ                      | 46 | Shorty Templeman  | Hillegass-Offenhauser          | Glessner                 |                   |
| NQ                      | 47 | Marshall Teague   | Kurtis Kraft-Offenhauser       | Sumar                    |                   |
| NQ                      | 51 | Len Duncan        | Kurtis Kraft 4000D-Offenhauser | Ray Brady                |                   |
| NQ                      | 62 | Len Sutton        | Lesovsky-Offenhauser           | Wolcott                  |                   |
| NQ                      | 74 | Mike Magill       | Templeton-Offenhauser          | Chesty Foods             |                   |
| NQ                      | 75 | Marvin Pifer      | Ewing-Offenhauser              | Commercial Motor Freight |                   |
| NQ                      | 77 | Jimmy McWitney    | Schroeder-Offenhauser          | Dayton Steel Foundry     |                   |
| NQ                      | 78 | Dick Rathmann     | Lesovsky-Studebacker           | Hopkins                  |                   |
| NQ                      | 79 | Dempsey Wilson    | Silnes-Offenhauser             | Marquette Tool           |                   |
| NQ                      | 84 | Bill Cheesbourg   | Lesovsky-Offenhauser           | H. B. T.                 |                   |
| NQ                      | 85 | Gig Stephens      | Kurtis Kraft 2000D-Offenhauser | Slick Airway             |                   |
| NQ                      | 87 | Dick Reese        | Kurtis Kraft 4000D-Offenhauser | McDonald                 |                   |
| NQ                      | 87 | Bill Cheesbourg   | Kurtis Kraft 4000D-Offenhauser | McDonald                 |                   |
| NQ                      | 91 | Johnny Baldwin    | Ferrari 375 Indy               | Ferrari Bardahl          |                   |
| NQ                      | 93 | Leroy Warriner    | Kurtis Kraft 3000D-Offenhauser | McKay's Bulldog          |                   |

### Gara
| Pos | N° | Pilota                 | Auto                     | Giri | Tempo/Causa ritiro | Griglia | Punti |
| --- | -- | ---------------------- | ------------------------ | ---- | ------------------ | ------- | ----- |
| 1   | 8  | Pat Flaherty           | Watson-Offenhauser       | 200  | 3:53:28.84         | 1       | 8     |
| 2   | 4  | Sam Hanks              | Kurtis Kraft-Offenhauser | 200  | +0:20.45           | 13      | 6     |
| 3   | 16 | Don Freeland           | Phillips-Offenhauser     | 200  | +1:30.23           | 26      | 4     |
| 4   | 98 | Johnnie Parsons        | Kuzma-Offenhauser        | 200  | +3:25.69           | 6       | 3     |
| 5   | 73 | Dick Rathmann          | Kurtis Kraft-Offenhauser | 200  | +4:21.81           | 4       | 2     |
| 6   | 1  | Bob Sweikert           | Kuzma-Offenhauser        | 200  | +5:35.05           | 10      |       |
| 7   | 14 | Bob Veith              | Kurtis Kraft-Offenhauser | 200  | +6:25.63           | 23      |       |
| 8   | 27 | Rodger Ward            | Kurtis Kraft-Offenhauser | 200  | +6:32.31           | 30      |       |
| 9   | 26 | Jimmy Reece            | Lesovsky-Offenhauser     | 200  | +6:38.31           | 21      |       |
| 10  | 27 | Cliff Griffith         | Stevens-Offenhauser      | 199  | + 1 giro           | 30      |       |
| 11  | 82 | Gene Hartley           | Kuzma-Offenhauser        | 196  | +4 giri            | 22      |       |
| 12  | 42 | Fred Agabashian        | Kurtis Kraft-Offenhauser | 196  | +4 giri            | 7       |       |
| 13  | 57 | Bob Christie           | Kurtis Kraft-Offenhauser | 196  | +4 giri            | 25      |       |
| 14  | 55 | Al Keller              | Kurtis Kraft-Offenhauser | 195  | +5 giri            | 28      |       |
| 15  | 81 | Eddie Johnson          | Kuzma-Offenhauser        | 195  | +5 giri            | 32      |       |
| 16  | 41 | Billy Garrett          | Kuzma-Offenhauser        | 194  | +6 giri            | 29      |       |
| 17  | 64 | Duke Dinsmore          | Kurtis Kraft-Offenhauser | 191  | +9 giri            | 33      |       |
| 18  | 7  | Pat O'Connor           | Kurtis Kraft-Offenhauser | 187  | +13 giri           | 3       |       |
| 19  | 2  | Jimmy Bryan            | Kuzma-Offenhauser        | 185  | +15 giri           | 19      |       |
| 20  | 24 | Jim Rathmann           | Kurtis Kraft-Offenhauser | 175  | Motore             | 2       |       |
| 21  | 34 | Johnnie Tolan          | Kurtis Kraft-Offenhauser | 173  | Motore             | 31      |       |
| 22  | 99 | Tony Bettenhausen      | Kurtis Kraft-Offenhauser | 160  | Incidente          | 5       |       |
| 23  | 10 | Ed Elisian Eddie Russo | Kurtis Kraft-Offenhauser | 111  | Freni              | 14      |       |
| 24  | 48 | Jimmy Daywalt          | Kurtis Kraft-Offenhauser | 134  | Incidente          | 16      |       |
| 25  | 54 | Jack Turner            | Kurtis Kraft-Offenhauser | 131  | Motore             | 24      |       |
| 26  | 89 | Keith Andrews          | Kurtis Kraft-Offenhauser | 94   | Trasmissione       | 20      |       |
| 27  | 5  | Andy Linden            | Kurtis Kraft-Offenhauser | 90   | Perdita olio       | 9       |       |
| 28  | 12 | Al Herman              | Kurtis Kraft-Offenhauser | 74   | Incidente          | 27      |       |
| 29  | 49 | Ray Crawford           | Kurtis Kraft-Offenhauser | 49   | Incidente          | 17      |       |
| 30  | 15 | Johnny Boyd            | Kurtis Kraft-Offenhauser | 35   | Perdita olio       | 12      |       |
| 31  | 53 | Troy Ruttman           | Kurtis Kraft-Offenhauser | 22   | Uscita di pista    | 11      |       |
| 32  | 88 | Johnny Thomson         | Kuzma-Offenhauser        | 22   | Uscita di pista    | 18      |       |
| 33  | 29 | Paul Russo             | Kurtis Kraft-Novi        | 21   | Incidente          | 8       | 1     |